# Ascocorticiellum
Ascocorticiellum är ett släkte av svampar. Ascocorticiellum ingår i divisionen sporsäcksvampar och riket svampar.